# 八王子市立第五中学校
八王子市立第五中学校（はちおうじしりつ だいごちゅうがっこう）は、東京都八王子市明神町にある公立中学校。（夜間学級あり）

## 概要
たくさんの可能性にあふれているという自覚と、人や世の中の役に立とうとする気持ちを持て学ぶ努力をする。本校は、そんな子供たちの想いを大切にする。

### 学級規模
- 2023年現在、1学年156人、2学年181人、3学年177人、合計514人（2022年4月1日現在のうち数で夜間14人）、学級数17（うち夜間3）である[2]。

### 夜間学級
地場産業の繊維工場で働く多数の義務教育未修了工員の救済策として、地元関係者の要望により開設された。多摩地区唯一の夜間学級である。

## 沿革
- 1947年（昭和22年）4月1日 - 八王子市立第五中学校が東京都立第四高等女学校内に設置される。
- 1949年（昭和24年）9月24日 - 校舎増築８教室完成。
- 1952年（昭和27年）5月1日 - 夜間学級開設。
- 1964年（昭和39年）8月31日 - プール完成設。
- 1966年（昭和41年）3月15日 - 屋内体育館完成。
- 1990年（平成2年）10月6日 - 校庭改修工事完了。
- 2001年（平成13年）10月31日 - きこえの学級開設。

## 教育目標
- ○　未来社会への知性
- ○　人・地球との共生
- ○　心身共に健康

## アクセス
- 八王子駅（北口）、または京王八王子駅から徒歩。

## 著名な出身者
- むくえな - 音楽ユニット